# Baronía de Beniomer
La baronía de Beniomer es un título nobiliario español por el rey Alfonso XIII a favor de Julia Manglano y Palencia, hija de los barones de Llaurí, mediante real decreto del 20 de junio de 1904 y despacho expedido el 21 de febrero de 1905, sobre un antiguo señorío de su casa.
Su denominación hace referencia a una antigua parroquia de Denia, separada de ésta en el siglo XVI y posteriormente deshabitada.

## Barones de Beniomer
|                           | Titular                              | Periodo                   |
| Creación por Alfonso XIII | Creación por Alfonso XIII            | Creación por Alfonso XIII |
| ------------------------- | ------------------------------------ | ------------------------- |
| I                         | Julia Manglano y Palencia            | 1905-1943                 |
| II                        | Joaquín Manglano y Cucaló de Montull | 1943-1962                 |
| III                       | Javier Manglano y Baldoví            | 1962-1979                 |
| IV                        | Joaquín Manglano y Cucaló de Montull | 1979-1985                 |
| V                         | Joaquín Manglano y Baldoví           | 1985-2009                 |
| VI                        | Marta Manglano y Puig                | 2009-hoy                  |

## Historia de los barones de Beniomer
- Julia Manglano y Palencia, I baronesa de Beniomer.[2][1]

Contrajo matrimonio en primeras nupcias con Joaquín Pérez Villaseca (fallecido en Valencia el 10 de mayo de 1922). Real Licencia para contraer matrimonio concedida el 31 de enero de 1905; Sin descendencia.
Casó con Agustín Bosch y Juan. Por decreto del 4 de noviembre de 1926 se le autorizó a designar sucesor, al carecer de descendencia. El 25 de enero de 1950 le sucedió su sobrino:
- Joaquín Manglano y Cucaló de Montull (Valencia, 23 de agosto de 1892-26 de febrero de 1985), II barón de Beniomer, XVIII barón de Llaurí, II marqués de Altamira de la Puebla, VI conde del Burgo de Lavezaro, XII barón de Alcahalí y San Juan de Mosquera, XV barón de Cárcer, caballero de la Orden de Montesa desde 1911, presidente de la Real Hermandad del Santo Cáliz de Valencia y miembro del Real Cuerpo de la Nobleza de Cataluña, diputado a Cortes, alcalde de Valencia (1939-1943).[5][1]

Casó el 22 de abril de 1922, en la catedral de Valencia, con María del Pilar Baldoví y Miquel (1902-1999), hija de Vicente Baldoví y Beltrán y su esposa María de la O Miquel y de Irízar. El 20 de enero de 1975, previa orden del 18 de junio de 1974 para que se expida la correspondiente carta de sucesión (BOE del 30 de julio), le sucedió, por cesión, su hijo:
- Javier Manglano y Baldoví (Valencia, 5 de mayo de 1932-25 de marzo de 1979), III barón de Beniomer, caballero de Honor y Devoción de la Orden de Malta, comendador de la Orden del Mérito Agrícola y de la Orden del Mérito Melitense.[8]

Falleció soltero y sin descendencia. El 17 de octubre de 1980, previa orden del 27 de mayo del mismo año para que se expida la correspondiente carta de sucesión (BOE del 17 de junio), le sucedió su padre:
- Joaquín Manglano y Cucaló de Montull (1892-1985), IV barón de Beniomer, ya citado.

El 28 de mayo de 1986, previa orden del 21 de enero del mismo año para que se expida la correspondiente carta de sucesión (BOE del 10 de febrero), le sucedió su hijo primogénito:
- Joaquín Manglano y Baldoví (Valencia, 5 de julio de 1923-27 de octubre de 2011[11]) V barón de Beniomer XIX barón de Llauri, VII conde del Burgo de Lavezaro, XV barón de Alcahalí y San Juan Mosquera, IV barón de Vallvert, coronel de ingenieros, caballero de Honor y Devoción de la Orden de Malta desde 1941 y decano de la Orden en España, comendador de la Orden del Mérito Melitense, caballero de la Real Hermandad del Santo Cáliz de Valencia y del Estamento Militar del Principado de Gerona.[12]

Casó el 12 de septiembre de 1961, en Torrelló (Barcelona), con María del Dulce Nombre de Puig y de Fontcuberta (n. 1939), dama de la Orden de Malta (1973), de la maestranza de Valencia (1993), de la Hermandad del Santo Cáliz etc., hija de Joaquín Puig y de Cárcer y su esposa Carmen de Fontcuberta y de Casanova. El 18 de marzo de 2009, previa orden del 20 de febrero del mismo año para que se expida la correspondiente carta de sucesión (BOE del 10 de marzo), le sucedió, por distribución, su hija:
- Marta Manglano y Puig (n. Palma de Mallorca, 10 de junio de 1966),  VI baronesa de Beniomer, dama de la Orden de Malta desde 1997.[15]

Casó el 22 de mayo de 1999, en la heredad de San Lorenzo (Játiva), con Timmo Henseler, natural de Ámsterdam, hijo de Gert Henseler y de Pauline Weber.